# June Huh

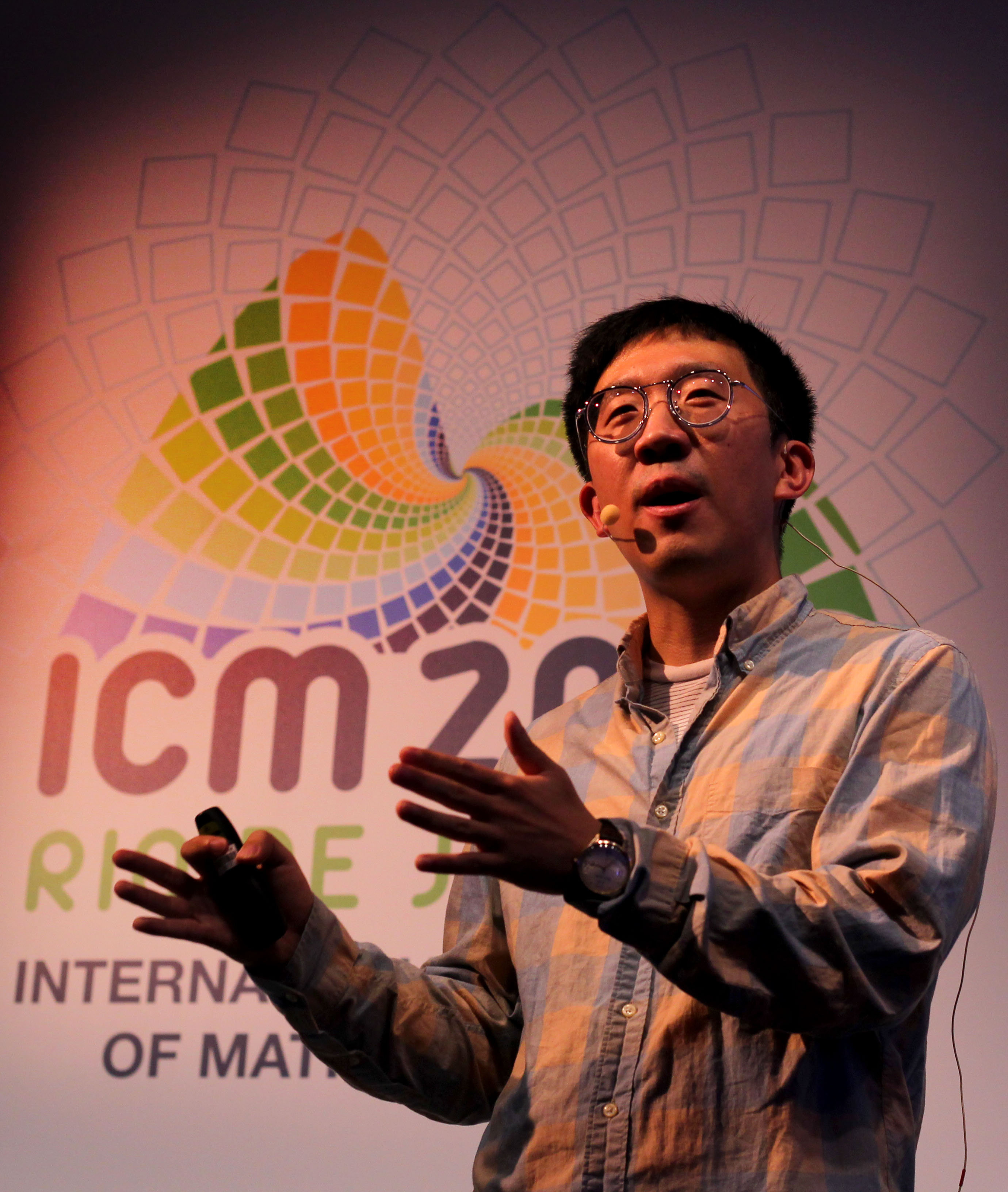
June Huh

June Huh (koreanisch 허준이 Heo Jun-i, * 9. Juni 1983 in Kalifornien) ist ein südkoreanisch-amerikanischer Mathematiker und Professor an der Princeton University. Er beschäftigt sich mit der algebraischen Geometrie und der Kombinatorik und deren Interaktionen. 2022 erhielt er die Fields-Medaille.

## Leben
“I knew I was smart, but I couldn't demonstrate that with my grades, so I started to write poetry.”

„Ich wusste, dass ich schlau war, aber mit meinen Schulnoten konnte ich das nicht nachweisen. Also begann ich, Gedichte zu schreiben.“

Huh wurde in Kalifornien geboren, wo seine Eltern studierten, und wuchs ab dem Alter von zwei Jahren in Seoul auf, wo sein Vater Statistik und seine Mutter russische Literatur lehrte. Als Jugendlicher interessierte er sich nicht für Mathematik, sondern wollte Dichter werden und verließ deshalb mit 16 Jahren die High School für eine zweijährige Auszeit, um Gedichte zu schreiben. Er studierte ab 2002 an der Seoul National University mit dem Bachelor-Abschluss in Physik und Astronomie 2007 (er wollte Wissenschaftsjournalist werden). Erst danach begann er sich für Mathematik zu interessieren und erwarb den Master-Abschluss in Mathematik 2009. Aufgrund eines schlecht benoteten Mathematiktests in der Grundschule dachte Huh zunächst nicht daran Mathematiker zu werden. Die Wende kam, nachdem er eine Vorlesung des Fields-Medaillen-Preisträgers Heisuke Hironaka besuchte, der damals Gastprofessor in Seoul war, in der Vorlesung seine aktuelle Forschungsarbeit in Singularitätentheorie behandelte und so durch den Einblick in wirklich neue Forschung das Interesse von Huh weckte. Hironaka entdeckte das Talent von Huh, befreundete sich mit ihm und betreute seine Diplomarbeit. Huh wurde (dank einer Empfehlung von Hironaka) an der University of Illinois at Urbana-Champaign 2009 für das Graduiertenstudium akzeptiert und wurde 2014 bei Mircea Mustață an der University of Michigan, an der er seit 2010 war, promoviert (Dissertation:  Rota’s conjecture and positivity of algebraic cycles in permutohedral varieties). Danach war er Clay Fellow am Clay Mathematics Institute, Veblen Fellow an der Princeton University und Mitglied bzw. Gastprofessor am Institute for Advanced Study. 2020 war er Professor an der Stanford University, seit 2021 an der Princeton University, daneben war er seit 2015 Gastforscher und seit 2021 Professor am Korea Institute for Advanced Study (KIAS). Seit 2022 ist er dort Distinguished Professor.
Er ist mit der Mathematikerin Nayoung Kim verheiratet.

## Werk
Er befasst sich mit Anwendungen der Kombinatorik in der Algebraischen Geometrie und kombinatorischer Geometrie. Huh ist als Mathematiker überwiegend Autodidakt, abgesehen von den drei Jahren, in denen er Schüler von Hironaka war, der ihn vor allem in seinem Spezialgebiet unterrichtete (Theorie der Singularitäten in der algebraischen Geometrie). Als Student bewies er 2010 die 1968 aufgestellte Vermutung von Ronald C. Read (und Hoggar) in der Graphentheorie durch eine Kombination von Einsichten aus Graphentheorie und algebraischer Geometrie. Sie besagt, dass die Koeffizienten des chromatischen Polynoms eines Graphen eine unimodale Folge bilden (das heißt die Folgenglieder steigen bis zu einem Maximum an und fallen dann ab), die sogar die Eigenschaft hat log-konkav zu sein (das heißt {\displaystyle a_{i+1}a_{i-1}\leq a_{i}^{2}}). Bald darauf konnte er mit Karim Adiprasito und Eric Katz eine Verallgemeinerung der Read-Vermutung von Graphen auf Matroide beweisen, die Rota-Vermutung (von Gian-Carlo Rota und Welsh 1971 aufgestellt). Danach bilden die Koeffizienten des chromatischen Polynoms von Matroiden eine log-konkave Folge. Huh und Katz erkannten, dass dahinter die auf kombinatorische Objekte übertragene Hodge-Theorie der algebraischen Geometrie steckt, genauer die Hodge-Riemann-Relationen, und konnten damit die Rota-Vermutung für spezielle (realisierbare) Matroide beweisen. Mit Hilfe von Adiprasito gelang dann der vollständige Beweis 2015. Adiprasito erkannte insbesondere, dass für den Beweis neben den Hodge-Riemann-Relationen noch zwei andere Eigenschaften zu zeigen waren (Schwerer Lefschetz-Satz und Poincaré-Dualität), die mit diesen zusammen das Kähler-Paket bilden, und dass ein kombinatorischer Beweis des schweren Lefschetz-Satzes von Peter McMullen alle drei Eigenschaften beweisen sollte. Huh sieht auch hinter anderen log-konkaven Folgen in verschiedenen Bereichen der Mathematik die Hodge-Theorie (siehe Lefschetz-Paket).
Sei M ein Matroid mit n Elementen und {\displaystyle T_{k}} die Anzahl der unabhängigen Mengen des Matroids mit k Elementen. Dann besagt die Mason-Vermutung (aufgestellt von John Mason 1972) die Log-Konkavität der {\displaystyle T_{k}}. Mit Adiprasito und Katz (Annals of Mathematics 2018) bewies er die Mason-Vermutung (log-Konkavität: {\displaystyle {T_{k}}^{2}\geq T_{k-1}\cdot T_{k+1}}) und mit Benjamin Schröter und Botong Wang bewies er sogar eine stärkere Ungleichung ({\displaystyle {T_{k}}^{2}\geq (1+{\frac {1}{k}})\cdot T_{k-1}\cdot T_{k+1}}). Inzwischen wurde die Ungleichung weiter verschärft.
Ab 2016 bewies er mit Kollegen die Vermutung von Thomas Allan Dowling und  Richard M. Wilson (1974) in der enumerativen kombinatorischen Geometrie. Die Dowling-Wilson-Vermutung verallgemeinerte den Satz von Erdös und de Bruijn in der Inzidenzgeometrie (jede endliche Menge von Punkten E in der projektiven Ebene, die nicht alle auf einer Geraden liegen, bestimmen mindestens {\displaystyle |E|} Geraden) bzw. deren Verallgemeinerung von Theodore Motzkin. Die Vermutung von Dowling und Wilson ist für geometrische Gitter in projektiven Vektorräumen definiert, lässt sich aber vereinfacht so formulieren: sei E eine Untermenge eines d-dimensionalen Vektorraums R, die diesen Vektorraum aufspannt. Dann sind in jeder partiell geordneten Menge von Unterräumen, die von Untermengen von E aufgespannt werden, mindestens so viele (d-k)-dimensionale Unterräume wie k-dimensionale Unterräume (für jedes {\displaystyle k\leq {\frac {d}{2}}}).
Huh selbst hebt in seiner Reaktion auf die Fieldsmedaille seine Entwicklung der Theorie der Lorentz-Polynome mit Petter Brändén hervor, die im Vergleich zu seinen mit der Hodge-Theorie erzielten Resultaten mit relativ elementaren Mitteln auskommt. Ziel ist wieder die Ableitung der Log-Konkav-Eigenschaft bestimmter Folgen reeller Zahlen. Beispiele gab es schon bei Newton, der die ultra-log-konkaven Eigenschaften (eine Verschärfung der Log-Konkavität) der Koeffizienten eines Polynoms n-ten Grades in einer Variablen mit reellen Wurzeln und nicht-negativen reellen Koeffizienten fand, und bei Cauchy und Sylvester, die Log-Konkav-Eigenschaften bei den Koeffizienten einer symmetrischen quadratischen Form in n Variablen fanden, deren Eigenwerte Lorentz-Signatur haben. Der Name stammt daher, dass typische Beispiele von Lorentz-Polynomen solche homogenen Polynome in mehreren Variablen sind, die sich durch partielle Differentiationen mit quadratischen Formen mit Lorentz-Signatur (ein negatives Vorzeichen, ansonsten positive Vorzeichen oder umgekehrt) in Verbindung bringen lassen, für die sich dann Log-Konkav-Eigenschaften ergeben. Der Raum ihrer Koeffizienten steht mit der Geometrie von Matroiden in Verbindung. Weniger naheliegende Beispiele liefern  Volumen-Polynome konvexer Körper und projektiver Varietäten. In der Sicht von Huh konnte er bei Lorentz-Polynomen eine formale Verbindung der ansonsten getrennten Methoden bei  diskreten und kontinuierlichen Optimierungsproblemen der konvexen Analysis angeben. Während es bei konvexen Funktionen nur ein Minimum gibt, kann es bei nicht-konvexen Funktionen mehrere Minima geben und die globalen Minima zu finden kann im diskreten Fall schwierig sein.

## Ehrungen
Huh war eingeladener Sprecher auf dem Internationalen Mathematikerkongress 2018 in Rio de Janeiro (Combinatorial applications of the Hodge-Riemann relations). Er ist Clay Fellow und erhielt den Blavatnik Award. Für 2021 wurde ihm der Ho-Am-Preis zugesprochen.
Am 5. Juli 2022 wurde ihm die Fieldsmedaille verliehen für die „Übertragung der Ideen der Hodge-Theorie auf die Kombinatorik, den Beweis der Dowling-Wilson-Vermutung für geometrische Gitter, den Beweis der Heron-Rota-Welsh-Vermutung für Matroide, die Entwicklung der Theorie der Lorentzschen Polynome und den Beweis der starken Mason-Vermutung.“
2022 erhielt Huh ein MacArthur Fellowship.

## Schriften
- Milnor numbers of projective hypersurfaces and the chromatic polynomial of graphs. In: J. American Math. Soc. Band 25, 2012, S. 907–927, arxiv:1210.2690.
- mit Eric Katz: Log-concavity of characteristic polynomials and the Bergman fan of matroids. In: Mathematische Annalen. Band 354, 2012, S.  1103–1116. arxiv:1104.2519.
- The maximum likelihood degree of a very affine variety. In: Compos. Math. Band 149, 2013, S. 1245–1266.
- Milnor numbers of projective hypersurfaces with isolated singularities. In: Duke Mathematical Journal. Band 163, 2014, S. 1525–1548.
- mit Bernd Sturmfels: Likelihood Geometry. In: Combinatorial Algebraic Geometry, Lecture Notes in Mathematics. 2108, Springer 2014, S. 63–117.
- h-vectors of matroids and logarithmic concavity. In: Adv. Math. Band 270, 2015, S. 49–59.
- Positivity of Chern classes of Schubert cells and varieties. In: Journal of Algebraic Geometry. Band 25, 2016, S. 177–199, arxiv:1302.5852.
- mit Farhad Babaee: A tropical approach to a generalized Hodge conjecture for positive currents. In: Duke Mathematical Journal. Band 166, 2017, S. 2749–2813.
- mit Adiprasito, Katz: Hodge theory of matroids. In: Notices AMS. Band 64, Januar 2017, S. 26–30 (ams.org PDF).
- mit Botong Wang: Lefschetz classes on projective varieties. In: Proceedings of the American Mathematical Society. Band 145, 2017, S. 4629–4637, arxiv:1609.08808.
- mit Botong Wang: Enumeration of points, lines, planes, etc. In: Acta Mathematica. Band 218, 2017, S. 297–317, arxiv:1609.05484.
- Tropical geometry of matroids. In: Current Developments in Mathematics. 2016, International Press, 2018, S. 1–46.
- mit Karim Adiprasito, Eric Katz: Hodge theory for combinatorial geometries. In: Annals of Mathematics. Band 188, 2018, S. 381–452, arxiv:1511.02888.
- Combinatorial applications of the Hodge-Riemann relations. In: Proc. ICM. 2018, arxiv:1711.11176.
- mit Christopher Eur: Logarithmic concavity for morphisms of matroids. In: Adv. Math. Band 367, 2020, S. 107094, arxiv:1906.00481.
- mit Petter Brändén: Lorentzian polynomials. In: Annals of Mathematics. (2), Band 192, 2020, S. 821–891. arxiv:1902.03719.
- mit Federico Ardila, Graham Denham: Lagrangian geometry of matroids. 2020, arxiv:2004.13116.
- mit Federico Ardila, Graham Denham: Lagrangian combinatorics of matroids. 2020, arxiv:2109.11565.
- mit Benjamin Schröter, Botong Wang: Correlation bounds for fields and matroids. In: J. Eur. Math. Soc. (JEMS), Band 24, 2022, S. 1335–1351, arxiv:1806.02675.